# Distrito electoral 16 (Illinois)
El distrito electoral 16 (en inglés: Precinct 16) es un distrito electoral ubicado en el condado de Monroe en el estado estadounidense de Illinois. En el Censo de 2010 tenía una población de 894 habitantes y una densidad poblacional de 310,41 personas por km².

## Geografía
Según la Oficina del Censo de los Estados Unidos, tiene una superficie total de 2.88 km², de la cual 2.88 km² corresponden a tierra firme y (0%) 0 km² es agua.

## Demografía
Según el censo de 2010, había 894 personas residiendo en el distrito electoral 16. La densidad de población era de 310,41 hab./km². De los 894 habitantes, el distrito electoral 16 estaba compuesto por el 97.99% blancos, el 0% eran afroamericanos, el 0.56% eran amerindios, el 0.11% eran asiáticos, el 0% eran isleños del Pacífico, el 0.78% eran de otras razas y el 0.56% pertenecían a dos o más razas. Del total de la población el 2.46% eran hispanos o latinos de cualquier raza.